# Waeta Ben Tabusasi
Waeta Ben Tabusasi, dit également Waita Ben Tabusasi ou Waeta Ben, né le 5 août 1946, est un homme d'État salomonais.

## Biographie
Issu de la communauté du village de Konodoe dans le nord-est de l'île de Guadalcanal, il est scolarisé dans les écoles primaires et secondaires de ce qui est alors le protectorat britannique des Îles Salomon, puis suit une formation en gestion sylvicole en Papouasie-Nouvelle-Guinée et travaille brièvement dans l'administration coloniale des ressources forestières aux Salomon. 
En 1973 il est élu délégué de Guadalcanal nord-est au Conseil de gouvernement de la colonie. Le Conseil devient l'Assemblée législative en 1974, et Waeta Ben Tabusasi y est réélu aux élections législatives de 1976 (en), siégeant sur les bancs de l'opposition au gouvernement de Peter Kenilorea. Il est réélu député pour la législature 1980-1984, après l'indépendance du pays en 1978,.
Il retrouve son siège de député de la circonscription de Guadalcanal nord-est aux élections législatives de 1989 (en), et est élu président du Parlement. Un député ne pouvant pas être président du Parlement, il démissionne de son siège de député de Guadalcanal nord-est, et y est remplacé par Hilda Kari lors d'une élection partielle,. Il est par la suite chef du gouvernement de la province de Guadalcanal de décembre 2002 à décembre 2004. En 2019, il est fait membre de la Commission des Îles Salomon contre la corruption, présidée par l'ancien gouverneur général Sir Frank Kabui.